# Musei della biblioteca Apostolica Vaticana

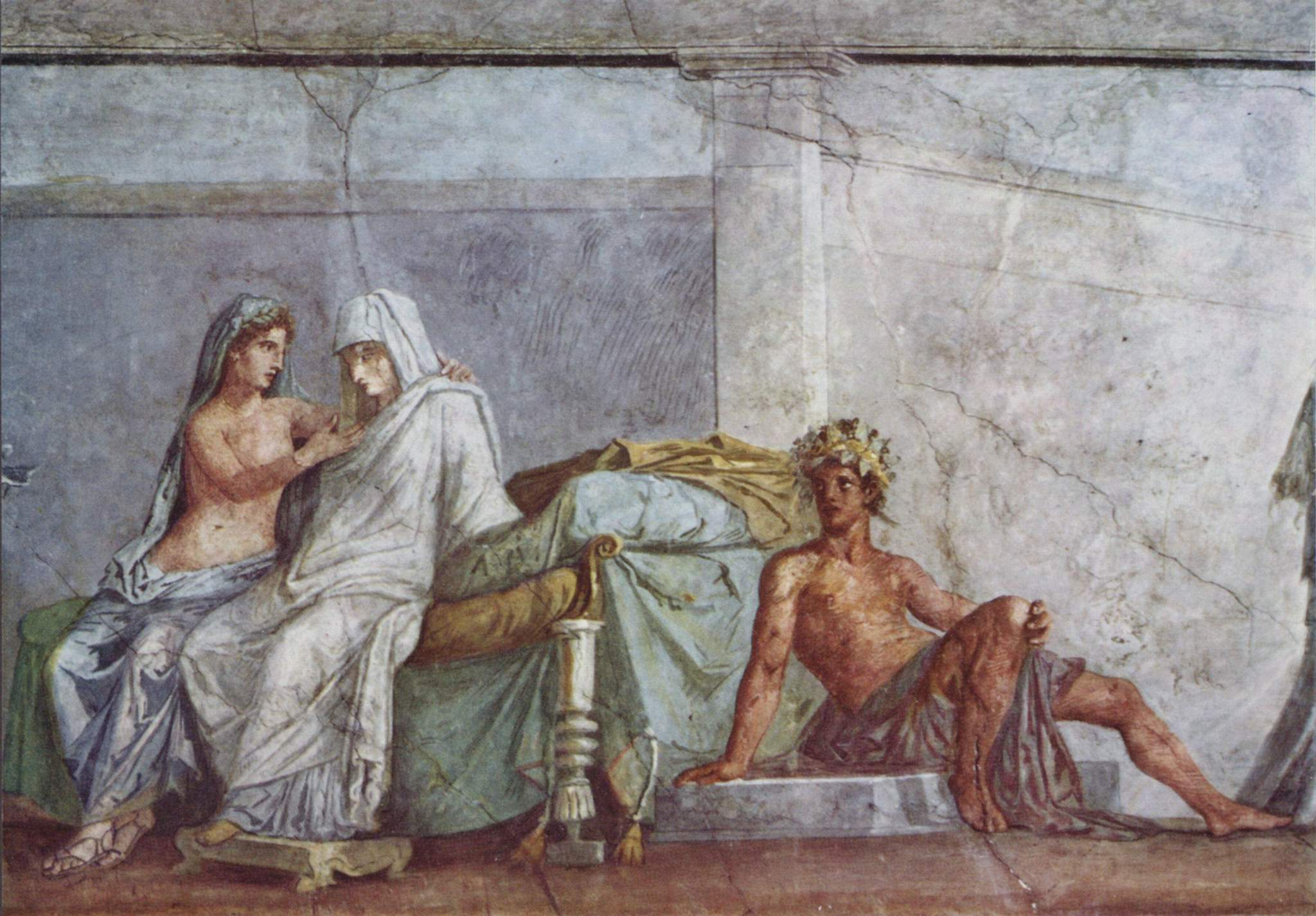
Affresco della Sala delle Nozze aldobrandine (part.)

I Musei della Biblioteca Apostolica Vaticana costituiscono una delle più complesse, articolate ed estese sezioni dei Musei Vaticani, a cui sono passati di competenza dal 1º ottobre 1999.

## Materiale
Le sale che oggi ospitano i musei erano la sede, fino a papa Leone XIII, della Biblioteca Apostolica Vaticana e delle sue varie collezioni. I musei della biblioteca sono costituiti da una serie di raccolte che si sono formate nel corso dei secoli: monete, cammei, vetri e suppellettili catacombali, intagli antichi, gemme, cristalli, bronzi, smalti, avori, ecc.; con Pio X le collezioni di pittura sono state trasferite alla Pinacoteca vaticana; nel corso del XX secolo è poi invalso l'uso di destinare ai musei della biblioteca i doni offerti ai papi da sovrani e capi di Stato.

## Esposizione

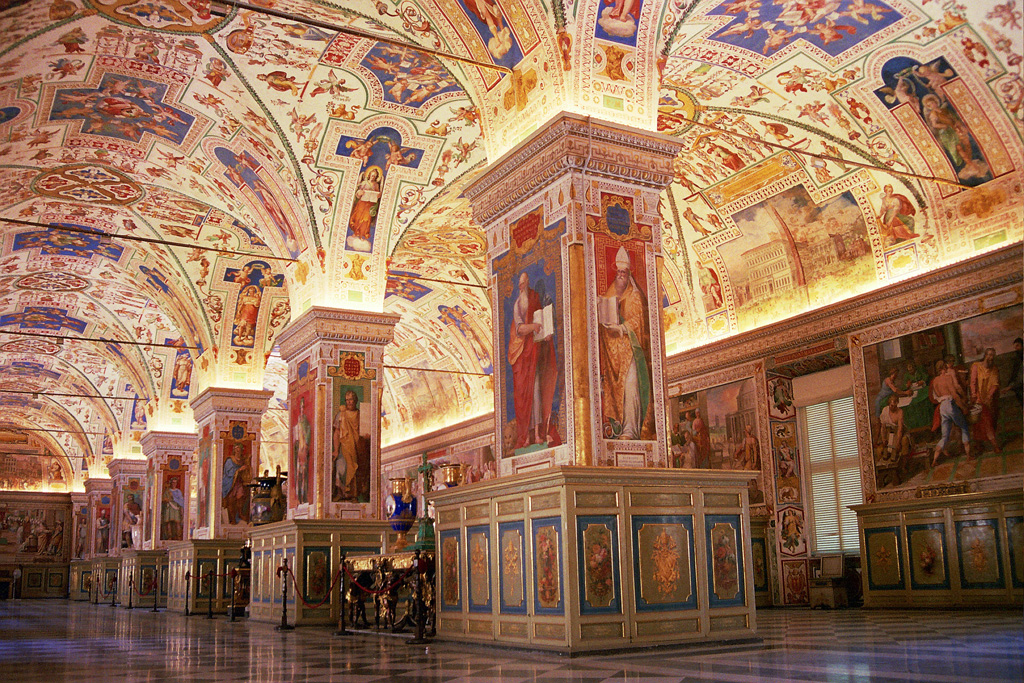
Il salone Sistino

I musei sono composti di 13 sezioni.
1. Museo profano. Fondato da Clemente XIII nel 1768, esso ospita ciò che rimane della collezione di antichità etrusche e romane della biblioteca, trasferite a Parigi nel 1797, conservate in armadi in legno, disegnati da Luigi Valadier nel 1781.
2. Galleria Clementina. Allestita sotto Clemente XII (prima metà del XVIII secolo), fu decorata nel 1818 da Domenico Del Frate. Ospita, tra le altre cose, un disegno a penna e acquarello dono della diocesi di Treviri e Leone XIII.
3. Sala Alessandrina. Fu creata da papa Alessandro VIII (fine XVII secolo) per ospitare la biblioteca della regina Cristina di Svezia. Decorata da Domenico Del Frate, essa accoglie diversi doni fatti ai pontefici, una tovaglia di lino dell'XI-XII secolo ed un piviale di manifattura inglese dell'XI secolo.
4. Sale Paoline. Le due sale furono allestite da papa Paolo V tra il 1610 ed il 1611 per ospitare i manoscritti greci della biblioteca: gli armadi sono ancora quelli d'epoca, seconda metà del XVIII secolo. Sono esposti doni fatti ai pontefici.
5. Salone Sistino. Esso fu costruito da papa Sisto V fra il 1585 ed il 1588; la ricchissima ornamentazione pittorica si deve a Giovanni Guerra, Cesare Nebbia, Andrea Lilio, Giovanni Baglione, Prospero Orsi. Tra i sei pilastri che suddividono il salone sono esposti doni fatti ai papi.
6. Sale Sistine. Le due sale furono create da Domenico Fontana nel 1585-1588, su volere di Sisto V, per accogliere documenti e registri degli archivi papali. Sono esposti doni fatti ai papi.
7. Galleria di Urbano VIII. Questo ambiente fu allestito sotto Urbano VIII e decorato sotto Alessandro VII e Benedetto XIV; all'ingresso vi sono due campane bronzee del XIII secolo provenienti dalle antiche basiliche di San Pietro in Vaticano e Santa Maria Maggiore. In passato la galleria ospitava importanti ed antiche collezioni librarie, tra cui quella quattrocentesca di Federico da Montefeltro: oggi sono esposti oggetti legati alla cosmologia e alla cosmografia (mappamondi, planisferi, strumenti di misurazione ottica, sfere planetarie geocentriche, ecc.).
8. Museo sacro. Esso fu fondato da papa Benedetto XIV (metà del XVIII secolo) per accogliere i primi reperti che si andavano scoprendo nelle catacombe di Roma e ad Ostia antica; fu poi arricchita da altre collezioni di oggetti antichi e di icone. Sopra gli armadi vi sono i busti in bronzo di 24 cardinali bibliotecari.
9. Sala dei papiri. Allestita tra il 1771 ed il 1775, ospitava papiri del VI-IX secolo, oggi sostituiti da riproduzioni. La sala ospita, a rotazione, importanti oggetti delle raccolte della biblioteca.
10. Sala delle Nozze aldobrandine. Fu costruita da Flaminio Ponzio all'inizio del Seicento per papa Paolo V, e decorata da Guido Reni con Storie di Sansone. Il nome si deve all'affresco di età augustea esposto nella sala, trovato all'Esquilino nel XVII secolo e per lungo tempo conservato nella villa del cardinale Pietro Aldobrandini. La sala ospita pitture murali rinvenute negli scavi archeologici.
11. Sala degli indirizzi. Il nome deriva dal fatto che fino a Pio XI ospitava gli indirizzi di omaggio inviati ai papi Leone XIII e Pio X. La sala oggi ospita una collezione di vetri romani e paleocristiani, oltre ad oggetti in smalto, avorio e metalli preziosi.
12. Cappella di san Pio V. Fatta costruire dal papa, essa ospitava reliquiari ed altri oggetti del tesoro del Sancta Sanctorum della Scala Santa, presso la basilica di San Giovanni in Laterano, fatti poi trasferire in Vaticano da Pio X ad eccezione dei reliquiari, di cui i più antichi risalgono al VI secolo.
13. Sala degli indirizzi di Pio IX. Essa fu creata nel 1877 per ospitare gli indirizzi di omaggio inviati da tutto il mondo a Pio IX. Oggi ospita stoffe e paramenti liturgici, oggetti provenienti dagli scavi di Pompei, e le porte originali di legno intagliato della loggia di Raffaello.